# 舊彼得里夫齊
50°39′9″N 30°24′57″E / 50.65250°N 30.41583°E
舊彼得里夫齊（烏克蘭語：Старі Петрівці）是位於烏克蘭北部的村莊，由基辅州维什霍罗德区的新彼得里夫齊市鎮負責管轄。該村始建於1700年，面積4平方公里，海拔高度154米，2001年人口2,963，人口密度每平方公里740人。